# イアン・ラッシュ
イアン・ジェームズ・ラッシュ（Ian James Rush MBE, 1961年10月20日 - ）は、ウェールズ・セント・アサフ出身のサッカー選手。元ウェールズ代表。ポジションはFW（CF）。
抜群のスピードと高い決定力を併せ持った1980年代から1990年代のウェールズを代表する選手。スピードを生かした的確なポジショニングと、左右両足から繰り出す正確なシュート（ワンタッチゴール）で得点を挙げた。

## 来歴

### クラブ
1979年に3部リーグのチェスター・シティFCで選手経歴を開始、翌1980年に30万ポンドの移籍金でリヴァプールFCへ移籍、18歳の無名なやせた少年に30万ポンドの移籍金を費やしたことが驚かれた。リヴァプールでは1980年から1987年の間に、UEFAチャンピオンズカップ優勝1回、リーグ優勝4回、FAカップ優勝とタイトルを総なめにし、ケニー・ダルグリッシュ、グレアム・スーネスと共にリヴァプールの黄金時代を築き上げた。在籍中リヴァプールの選手としては、歴代2位となる16回のハットリックを決め、リヴァプールでは通算660試合346ゴールの成績を残した。
当初はスーパーサブ的な起用をされていたが、1981-82シーズンからレギュラーポジションを獲得、49試合30ゴールを決めた。1983-84シーズン開幕前にはディエゴ・マラドーナ売却で資金を得たFCバルセロナが獲得を試みたが残留、同シーズンリーグ32得点を挙げリーグ得点王、トータルでシーズン47ゴールとヨーロッパ・ゴールデンブーツ賞を受賞、リーグ、リーグカップに優勝。UEFAチャンピオンズカップ 1983-84では準決勝ディナモ・ブカレスト戦の2ndレグで2ゴールを決め、決勝進出に大きく寄与、決勝のASローマ戦ではゴールを奪えなかったが、優勝に貢献した 。この活躍によりPFA年間最優秀選手賞とFWA年間最優秀選手賞を同時受賞した。1984年12月にはヨーロッパチャンピオンとしてトヨタカップに出場。前評判ではラッシュやダルグリッシュらを擁するリヴァプールが優位だったが、アルゼンチンのCAインデペンディエンテに0-1で敗れた。
1987年に300万ポンドの移籍金でイタリアのユヴェントスへ移籍。1986-87シーズン限りで現役を引退したミシェル・プラティニの後の得点源として期待をされたが、29試合7ゴールと多くの結果を残すことは出来ず、当時のイングランド史上最高額でリヴァプールへ復帰した。
復帰後は本来の調子を取り戻し、1989-90シーズンのリーグ優勝、1991-92シーズンのFAカップ決勝サンダーランド戦ではリヴァプールの2点目を決め、優勝に貢献した。1992-93シーズンから3年連続2二桁得点を記録し、1994-95シーズン、フットボールリーグカップ4回戦のブラックバーン戦でリヴァプールでの通算600試合出場を達成をしただけでなく、ハットトリックも決めた。フットボールリーグカップでは7試合で6ゴールを決め、優勝に貢献した。しかし1995-96シーズンになると若手のロビー・ファウラーの台頭や、コリモアの加入もあって出場機会が減少した。1996年5月5日、プレミアリーグ最終節のマンチェスター・シティ戦でリヴァプールの選手として最後のゴールを決め、5月11日、FAカップ決勝のマンチェスター・ユナイテッド戦で途中出場したのを最後にリヴァプールを離れた。
エヴァートンなどの複数のチームが獲得に興味を示したが、 リーズ・ユナイテッドへ移籍、しかし3ゴールを決めたのみに終わる。その後かつて共にプレーした、ダルグリシュ監督の誘いでニュー・カッスルへ移籍。2000年にオーストラリアのシドニー・オリンピックFCで現役を引退した。

### ウェールズ代表
ウェールズ代表としては1980年にデビューを飾り、1996年に引退するまで国際Aマッチ73試合出場28得点を記録した。キャップ数と得点数はいずれも当時のウェールズ歴代最多記録であり、通算得点数は2018年にガレス・ベイルに抜かれるまで最多を維持し続けた。
1990年から1991年に行われたUEFA欧州選手権1992予選では1990 FIFAワールドカップ優勝のドイツや、同ベスト16のベルギーと同じ組となる厳しい組み合わせだったが、マーク・ヒューズやディーン・ソーンダースらと共にチームを牽引し、1990年10月17日のホームでのベルギー戦を3-1、1991年6月5日のホームでのドイツ戦ではラッシュの決勝点で1-0で勝利するなど、強国を相手に勝ち点9を上げ、本大会出場まであと一歩まで詰め寄った。
しかし、現役生活を通じてFIFAワールドカップやUEFA欧州選手権の予選を突破し本大会へ出場することは叶わなかった。

### 引退後
引退後の2003年にジェラール・ウリエ監督の下、古巣のリヴァプールFCのストライカーコーチを務めマイケル・オーウェンらを指導 2004年8月にフットボールリーグ2部のチェスター・シティFCの監督に就任したが、翌2005年4月6日に辞任した。
2006年にイングランドサッカー殿堂入りを果たした。

## エピソード
少年時代はリヴァプールFCのライバルのエヴァートンFCのファンであった。ラッシュはエヴァートンとのマージーサイドダービーにおいて現役通算で25得点を記録している。

## タイトル

### クラブ
リヴァプールFC
- UEFAチャンピオンズカップ 1980-81, 1983-84
- ファーストディヴィジョン  : 1981-82, 1982-83，1985-86, 1987-88, 1989-90
- FAカップ  : 1985-86, 1988-89, 1991-92
- フットボールリーグカップ 1980-81, 1981-82, 1982-83, 1983-84, 1994-95
- FAチャリティ・シールド : 1986

### 個人
- フットボールリーグ1部 得点王 1回（1983年）
- PFA年間最優秀若手選手賞 1回（1983年）
- PFA年間最優秀選手賞 1回（1984年）
- FWA年間最優秀選手賞 1回（1984年）
- 20世紀の偉大なサッカー選手100人　40位（ワールドサッカー誌選出　1999）